# Liste der Monuments historiques in Saint-Benoît-la-Chipotte
Die Liste der Monuments historiques in Saint-Benoît-la-Chipotte führt die Monuments historiques in der französischen Gemeinde Saint-Benoît-la-Chipotte auf.

## Liste der Objekte
| Bezeichnung | Beschreibung                                                             | Standort                                   | Kennzeichnung | Schutzstatus | Datum | Bild |
| ----------- | ------------------------------------------------------------------------ | ------------------------------------------ | ------------- | ------------ | ----- | ---- |
| Kreuzweg    | 14 Gemälde; Ölfarbe auf Leinwand, maroufliert, 1928 von Jules Wielhorski | in der Kirche Sts-Benoît-et-Étienne (Lage) | PM88001744    | Inscrit      | 2010  |      |